# The Nuance Group
Die Nuance Group AG mit Sitz am Flughafen Zürich in Opfikon ist ein Betreiber von Flughafen- und Duty-free-Läden. Seit 2014 ist Nuance eine Tochter der ebenfalls Schweizer Dufry-Gruppe.
Das Unternehmen ist in 20 Ländern auf allen Kontinenten tätig und betreibt in über 60 Flughäfen über 400 Läden. Darüber hinaus betreibt Nuance auch ausserhalb von Flughäfen Läden und Marken-Boutiquen, Nahrungsmittel- und Getränke-Service, Läden in Casinos und Resorts sowie Verkaufsstellen auf Flugzeugen und auf Schiffen.
Nuance beschäftigt über 6'100 Mitarbeiter und erwirtschaftete 2013 einen Umsatz von 2,1 Milliarden Schweizer Franken.

## Geschichte
Das Unternehmen wurde 1992 durch die Zusammenlegung der Duty-free-Aktivitäten von Swissair und Crossair gegründet.
Mit der Übernahme der beiden australischen Duty-free Betreiber Downtown Duty Free und City International Duty Free 1995 sowie Allders International Duty Free und Island Companies 1996 wuchs Nuance zu einem der führenden Betreibern von Flughafen- und Duty-free-Läden.
2002 wurde Nuance von den beiden italienischen Unternehmen GECOS/Gruppo PAM und Stefanel zu je 50 Prozent übernommen.
2011 übernahm die Private-Equity-Gruppe PAI partners den Anteil von Stefanel.
Im September 2014 wurde das Unternehmen durch den Konkurrenten Dufry für 1,55 Milliarden Schweizer Franken übernommen.